# جوك أرشيبالد
جوك أرشيبالد (بالإنجليزية: Jock Archibald)‏ (25 أغسطس 1895 في المملكة المتحدة - ) هو لاعب كرة قدم بريطاني (وحمل سابقاً جنسية المملكة المتحدة لبريطانيا العظمى وأيرلندا) في مركز حراسة المرمى. لعب مع تشيلسي وغريمسبي تاون ونيوكاسل يونايتد ودارلينجتون إف سى.